# Bessey
para la abreviatura científica del botánico Charles Bessey
 Bessey  es una población y comuna francesa, situada en la región de Auvernia-Ródano-Alpes, departamento de Loira, en el distrito de Saint-Étienne y cantón de Pélussin.

## Demografía
| 239 | 229 | 235 | 226 | 263 | 292 |
| Para los censos de 1962 a 1999 la población legal corresponde a la población sin duplicidades (Fuente: INSEE [Consultar]) |     |     |     |     |     |